# Résultat des élections à Noironte
Cet article récapitule les résultats des élections à Noironte, commune localisée dans le département du Doubs (région Bourgogne-Franche-Comté, France) depuis 2000, excepté celui du référendum de 1992.
| Élections présidentielles, résultats des deuxièmes tours.                                                          | Élections présidentielles, résultats des deuxièmes tours. | Élections présidentielles, résultats des deuxièmes tours. | Élections présidentielles, résultats des deuxièmes tours. | Élections présidentielles, résultats des deuxièmes tours. | Élections présidentielles, résultats des deuxièmes tours. | Élections présidentielles, résultats des deuxièmes tours. | Élections présidentielles, résultats des deuxièmes tours. |
| Année | Élu                                                       | Élu                                                       | Élu                                                       | Battu                                                     | Battu                                                     | Battu                                                     | Participation                                             |
| --- | --------------------------------------------------------- | --------------------------------------------------------- | --------------------------------------------------------- | --------------------------------------------------------- | --------------------------------------------------------- | --------------------------------------------------------- | --------------------------------------------------------- |
| 2002 | 83,51 %                                                   | Jacques Chirac                                            | RPR                                                       | 16,49 %                                                   | Jean-Marie Le Pen                                         | FN                                                        | 89,55 %                                                   |
| 2007 | 60,20 %                                                   | Nicolas Sarkozy                                           | UMP                                                       | 39,80 %                                                   | Ségolène Royal                                            | PS                                                        | 90,60 %                                                   |
| 2012 | 43,80 %                                                   | François Hollande                                         | PS                                                        | 56,20 %                                                   | Nicolas Sarkozy                                           | UMP                                                       | 92,23 %                                                   |
| 2017 | 62,13 %                                                   | Emmanuel Macron                                           | EM                                                        | 37,87 %                                                   | Marine Le Pen                                             | FN                                                        | 83,67 %                                                   |
| 2022 | 61,17 %                                                   | Emmanuel Macron                                           | LREM                                                      | 38,83 %                                                   | Marine Le Pen                                             | RN                                                        | 79,73 %                                                   |
| Élections législatives, résultats des deux meilleurs scores du dernier tour de scrutin.                            |                                                           |                                                           |                                                           |                                                           |                                                           |                                                           |                                                           |
| Année | Élu                                                       | Élu                                                       | Élu                                                       | Battu                                                     | Battu                                                     | Battu                                                     | Participation                                             |
| Résultat des élections à Noironte est répartie sur plusieurs circonscriptions, cf. les résultats des .             |                                                           |                                                           |                                                           |                                                           |                                                           |                                                           |                                                           |
| Avant 2010, Résultat des élections à Noironte est répartie sur plusieurs circonscriptions, cf. les résultats des . |                                                           |                                                           |                                                           |                                                           |                                                           |                                                           |                                                           |
| 2002 | 58,62 %                                                   | Claude Girard                                             | UMP                                                       | 41,38 %                                                   | Jean-Louis Fousseret                                      | PS                                                        | 68,49 %                                                   |
| 2007 | 55,77 %                                                   | Françoise Branget                                         | UMP                                                       | 44,23 %                                                   | Barbara Romagnan                                          | PS                                                        | 68,38 %                                                   |
| Après 2010, Résultat des élections à Noironte est répartie sur plusieurs circonscriptions, cf. les résultats de .  |                                                           |                                                           |                                                           |                                                           |                                                           |                                                           |                                                           |
| 2012 | 50,29 %                                                   | Barbara Romagnan                                          | PS                                                        | 49,71 %                                                   | Françoise Branget                                         | UMP                                                       | 62,59 %                                                   |
| 2017 | 64,89 %                                                   | Fannette Charvier                                         | LREM                                                      | 35,11 %                                                   | Barbara Romagnan                                          | PS                                                        | 51,67 %                                                   |
| 2022 | %                                                         |                                                           |                                                           | %                                                         |                                                           |                                                           | %                                                         |
| 2024 | %                                                         |                                                           |                                                           | %                                                         |                                                           |                                                           | %                                                         |
| Élections européennes, résultats des deux meilleurs scores.                                                        |                                                           |                                                           |                                                           |                                                           |                                                           |                                                           |                                                           |
| Année | Liste 1re                                                 | Liste 1re                                                 | Liste 1re                                                 | Liste 2e                                                  | Liste 2e                                                  | Liste 2e                                                  | Participation                                             |
| 2004 | 23,40 %                                                   | Pierre Moscovici                                          | PS                                                        | 24,11 %                                                   | Joseph Daul                                               | UMP                                                       | 62,66 %                                                   |
| 2009 | 27,27 %                                                   | Joseph Daul                                               | UMP                                                       | 16,36 %                                                   | Sandrine Bélier                                           | EELV                                                      | 48,73 %                                                   |
| 2014 | 29,23 %                                                   | Florian Philippot                                         | FN                                                        | 20,77 %                                                   | Nadine Morano                                             | UMP                                                       | 46,92 %                                                   |
| 2019 | 25 %                                                      | Jordan Bardella                                           | RN                                                        | 16,45 %                                                   | Nathalie Loiseau                                          | LREM                                                      | 57,86 %                                                   |
| 2024 | %                                                         |                                                           |                                                           | %                                                         |                                                           |                                                           | %                                                         |
| Élections régionales, résultats des deux meilleurs scores.                                                         |                                                           |                                                           |                                                           |                                                           |                                                           |                                                           |                                                           |
| Année | Liste 1re                                                 | Liste 1re                                                 | Liste 1re                                                 | Liste 2e                                                  | Liste 2e                                                  | Liste 2e                                                  | Participation                                             |
| 2004 | 47,22 %                                                   | Raymond Forni                                             | PS                                                        | 38,89 %                                                   | Jean-François Humbert                                     | UMP                                                       | 76,47 %                                                   |
| 2010 | 44,83 %                                                   | Marie-Guite Dufay                                         | PS                                                        | 47,13 %                                                   | Alain Joyandet                                            | UMP                                                       | 71,03 %                                                   |
| 2015 | 32,69 %                                                   | Marie-Guite Dufay                                         | PS                                                        | 37,02 %                                                   | Sophie Montel                                             | FN                                                        | 71,10 %                                                   |
| 2021 | 45,10 %                                                   | Marie-Guite Dufay                                         | PS                                                        | 24,84 %                                                   | Gilles Platret                                            | LR                                                        | 54,33 %                                                   |
| Élections cantonales, résultats des deux meilleurs scores du dernier tour de scrutin.                              |                                                           |                                                           |                                                           |                                                           |                                                           |                                                           |                                                           |
| Année | Élu                                                       | Élu                                                       | Élu                                                       | Battu                                                     | Battu                                                     | Battu                                                     | Participation                                             |
| Résultat des élections à Noironte est répartie sur plusieurs cantons, cf. les résultats de ceux de .               |                                                           |                                                           |                                                           |                                                           |                                                           |                                                           |                                                           |
| 2001 | %                                                         |                                                           |                                                           | %                                                         |                                                           |                                                           | %                                                         |
| 2004 | %                                                         |                                                           |                                                           | %                                                         |                                                           |                                                           | indisponible %                                            |
| 2008 | 62,94 %                                                   | Gérard Galliot                                            | DVG                                                       | 37,06 %                                                   | Marcel Felt                                               | UMP                                                       | 62,93 %                                                   |
| 2011 | %                                                         |                                                           |                                                           | %                                                         |                                                           |                                                           | indisponible %                                            |
| Élections départementales, résultats des deux meilleurs scores du dernier tour de scrutin.                         |                                                           |                                                           |                                                           |                                                           |                                                           |                                                           |                                                           |
| Année | Élus                                                      | Élus                                                      | Élus                                                      | Battus                                                    | Battus                                                    | Battus                                                    | Participation                                             |
| Résultat des élections à Noironte est répartie sur plusieurs cantons, cf. les résultats de ceux de .               |                                                           |                                                           |                                                           |                                                           |                                                           |                                                           |                                                           |
| 2015 | 59,48 %                                                   | Françoise Branget et Michel Vienet                        | UMP                                                       | 40,52 %                                                   | Catherine Barthelet et Vincent Fuster                     | PS                                                        | 55,96 %                                                   |
| 2021 | 63,82 %                                                   | Chantal Guyen et Michel Vienet                            | LR                                                        | 36,18 %                                                   | Arlette Burgy et Philippe Marquis                         | UG                                                        | 54,33 %                                                   |
| Référendums. |                                                           |                                                           |                                                           |                                                           |                                                           |                                                           |                                                           |
| Année | Oui (national)                                            | Oui (national)                                            | Oui (national)                                            | Non (national)                                            | Non (national)                                            | Non (national)                                            | Participation                                             |
| 1992 | 63,22 % (51,04 %)                                         | 63,22 % (51,04 %)                                         | 63,22 % (51,04 %)                                         | 36,78 % (48,96 %)                                         | 36,78 % (48,96 %)                                         | 36,78 % (48,96 %)                                         | 78,67 %                                                   |
| 2000 | 69,23 % (73,21 %)                                         | 69,23 % (73,21 %)                                         | 69,23 % (73,21 %)                                         | 30,77 % (26,79 %)                                         | 30,77 % (26,79 %)                                         | 30,77 % (26,79 %)                                         | 38,64 %                                                   |
| 2005 | 46,45 % (45,33 %)                                         | 46,45 % (45,33 %)                                         | 46,45 % (45,33 %)                                         | 53,55 % (54,67 %)                                         | 53,55 % (54,67 %)                                         | 53,55 % (54,67 %)                                         | 76,45 %                                                   |